# Heineken Open 2001
L'Heineken Open 2001  è stato un torneo di tennis giocato sul cemento.
È stata la 45ª edizione dell'Heineken Open,che fa parte della categoria International Series nell'ambito dell'ATP Tour 2001.
Si è giocato all'ASB Tennis Centre di Auckland in Nuova Zelanda,
dall'8 al 15 gennaio 2001.

## Campioni

### Singolare
Dominik Hrbatý ha battuto in finale  Francisco Clavet con il punteggio di 6–4, 2–6, 6–3

### Doppio
Marius Barnard /  Jim Thomas hanno battuto in finale  David Adams /  Martín García con il punteggio di 7–6 (12-10), 6–4